# Laurent Desbiens
Laurent Desbiens (Mons-en-Baroeul, Nord, 16 de setembre de 1969) va ser un ciclista francès, professional entre 1992 i 2001.
Durant la seva carrera professional aconseguí una desena de victòries, destacant una etapa del Tour de França de 1997. En l'edició del 1998 d'aquesta mateixa cursa portà el mallot groc de líder durant dues etapes.
El 1996 es veié implicat en un cas de dopatge que li suposà la retirada de la victòria al Tour de Vendée.

## Palmarès
- 1992
  - 1r al Gran Premi Cholet-País del Loira
  - 1r al Tour de Gironda
- 1993
  - 1r als Quatre dies de Dunkerque i vencedor d'una etapa
- 1994
  - Vencedor d'una etapa del Gran Premi del Midi Libre
- 1996
  - Vencedor d'una etapa del Tour de l'Oise
- 1997
  - Vencedor d'una etapa del Tour de França
  - Vencedor d'una etapa del Gran Premi del Midi Libre
- 1998
  - 1r a l'À travers le Morbihan
- 1999
  - Vencedor d'una etapa del Critèrium del Dauphiné Libéré

### Resultats al Tour de França
- 1993. 109è de la classificació general
- 1994. Abandona (16a etapa)
- 1997. 127è de la classificació general. Vencedor d'una etapa
- 1998. 61è de la classificació general  Porta el mallot groc durant 2 etapes
- 1999. 100è de la classificació general
- 2000. Abandona (10a etapa)
- 2001. Abandona (3a etapa)

### Resultats al Giro d'Itàlia
- 1993. 71è de la classificació general
- 1995. Abandona (12a etapa)
- 2001. 102è de la classificació general

### Resultats a la Volta a Espanya
- 1997. Abandona (5a etapa)